# Крокова
Крокова (пол. Krokowa, нім. Krockow) — село в Польщі, у гміні Крокова Пуцького повіту Поморського воєводства.
Населення — 716 осіб (2011).
Село з XII століття до 1772 року належало шляхетській родині Кроковських. Крокова від XVI до XIX століття була могутнім осередком кальвінізму. Після згасання польської гілки роду Кроковських, село переходить до німецької частини — графського роду фон Кроків. Ними у Крокові був збудований палац, а після еміграції родини у 1945 році маєток був націоналізований. У ньому в різні періоди містився будинок культури та Станція Селекції Рослин. У 1990 році палац був відреставрований силами польсько-німецького фонду, до якого входять нащадки власників. Зараз у палаці міститься готель. Головними туристичними об'єктами села є палац фон Кроків та неоготичний костел Катерини Олександрійської.

## Демографія
Демографічна структура станом на 31 березня 2011 року:
|          | Загалом | Допрацездатний вік | Працездатний вік | Постпрацездатний вік |
| -------- | ------- | ------------------ | ---------------- | -------------------- |
| Чоловіки | 347     | 59                 | 272              | 16                   |
| Жінки    | 369     | 63                 | 237              | 69                   |
| Разом    | 716     | 122                | 509              | 85                   |